# Karthágó
Karthágó (föníciai qrt ḥdšt, vagyis qart-ḥadšat, új város, görögül Καρχηδών, azaz Karkhédón, latin Carthago) ősi város Észak-Afrikában, a Tuniszi-tó keleti partján, közel Tunézia fővárosához, Tuniszhoz. Ma népszerű turisztikai célpont. Az ókorban a város lakói a föníciai nyelv helyi változatát, a pun nyelvet beszélték, de ma már arab nyelven beszélnek. Lakosainak száma 21 276 fő (2021).

## Karthágó alapítása

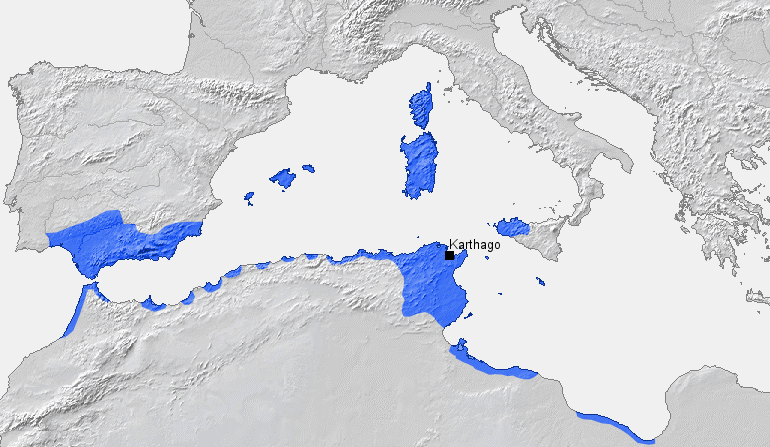
Karthágói gyarmatok az i. e. 3. században

Karthágót i. e. 814-ben a föníciai Türosz városából érkező telepesek alapították, akik magukkal hozták a város istenét, Melkartot. A hagyomány szerint a várost Dido (vagy Elissa) alapította (Dido elmenekült Türoszból, miután öccse meggyilkolta a férjét, hogy magához ragadja a hatalmat), bár a görög és római irodalomban több mítosz is ismert ebben a tárgyban.
i. e. 509-ben Karthágó szerződést kötött Rómával, melyben meghatározták kereskedelmi és befolyási övezeteiket. Ez az első írásos emlék, mely szerint Szicília és Szardínia Karthágó fennhatósága alá tartozott.
Az i. e. 5. század kezdetére már Karthágó vált a régió kereskedelmi centrumává; ez egészen addig tartott, amíg a várost Róma meg nem hódította. Karthágó legyőzte a korábbi föníciai kolóniákat (Hadrumetum, Utica és Kerkouane) és a líbiai népeket, kiterjesztve ezzel hatalmát a mai Marokkótól egészen Egyiptomig. Hatása érződött a Földközi-tenger partvidékének más területein is, mivel irányítása alá tartozott Szardínia, Málta, a Baleár-szigetek és Szicília nyugati része. Az Ibériai-félszigeten további kolóniákat hoztak létre.

## Élet Karthágóban

### Kereskedelem
Karthágó nagyban függött a Tartésszosszal és más ibériai-félszigeti városokkal folytatott kereskedelemtől, melynek eredményeképp hatalmas mennyiségű rezet és ónt - a bronz alapanyagát - szereztek. A város Türosszal is fenntartotta kereskedelmi kapcsolatait. Miután Tartésszosz elesett, a karthágói hajók már az Ibériai-félsziget északnyugati részéig, sőt Cornwallig (Brit-szigetek) is elmentek ónért. Az aranyat Szenegálból szerezték be. Néhány beszámoló megemlíti, hogy karthágói hajók eljutottak Nigériába, ahol felfedeztek egy tengerparti vulkánt és gorillákat is láttak. Ideiglenes kereskedelmi kapcsolatot tartottak fenn a Kanári-szigetekkel, valamint délebbre fekvő afrikai városokkal.

### Kormányzat
Karthágóban a hatalom az arisztokraták kezében volt. Az államot két főhivatalnok (Suffes) vezette. Munkájukban egy tanácsadó testületre támaszkodtak. Az államot megosztotta, hogy az arisztokraták két részre váltak: egy rabszolgatartó földbirtokos, és egy hajótulajdonos kereskedő pártra. Így a Suffesek bármely döntése valamely pártot erősítette, a másikat gyengítette.
Másik nehézség is gyengítette a várost: a gazdasági és kereskedelmi hatalomhoz mérten viszonylag alacsony volt a lakosságszám. Kézenfekvő megoldás volt zsoldoshadseregek bérlése állandó haderőként. Azonban így valóságos ,,zsoldosdinasztiák" alakultak ki a parancsnoki székekben, melyeknek rivalizálása és növekvő pénzéhsége tovább gyengítette az államot.

### Vallási szokások
Karthágó alapítói magukkal hozták isteneiket Föníciából. Ezek az istenek csakúgy, mint a görög vagy a római istenek, mind-mind más funkcióval rendelkeztek. Két főistenük Tanit, a hold úrnője, valamint Baál az ég istene. A többi istenség hasonlóan a korabeli többi népéhez, mind funkcióistenség.
Volt azonban valami, amiben nagyban különbözött az említett népek vallásától: a karthágói emberáldozat. Mai tudásunk szerint  kisgyerekeket is áldoztak isteneiknek. A szertartás úgy zajlott, hogy a saját szülei vitték a gyermeket az áldozati helyre, ahol a pap hangos zene mellett rituálisan feláldozta, majd az isten szobrának kinyújtott karjára helyezte azt, ahonnan a tűzbe gurult a holttest.
Az emberáldozási szokásokról szóló tudományos tényállást 2010-ben a Pittsburghi Egyetem kutatói (Jeffrey H. Schwartz antropológusprofesszor vezetésével) a helyszínen történt vizsgálatok nyomán, mely 348 gyermek csontvázára terjedt ki, megkérdőjelezték. A gyermekek egy része már a méhen belül elhalálozhatott. Az emberáldozatokról szóló történetírói leírásokat azonban nem cáfolták.
Felmerült a kérdés, hogy csak a kortársak állították ezt a karthágóiakról, ám számos tárgyi lelet is alátámasztja ezt a szokást, a Bibliában ugyanúgy egyértelműen megnevezik, hogy Baálnak gyermekeket áldoztak föl.

## Konfliktus a görögökkel és a rómaiakkal

### Az első háború Szicíliáért
Karthágó hatalmas flottát épített fel, hogy elriassza a kalózokat és a rivális országokat. Mivel parasztsága nem volt és a földeket is szinte mindenütt rabszolgák művelték, így a haderő nem karthágói emberekből, hanem különböző nemzetiségű zsoldosokból állt. Java részüket Észak-Afrikából toborozták, így a numidíaiakból remek lovasságot tudtak szervezni. A mai Spanyolország területén élő ibérek jó gyalogsági erőt jelentettek, míg a baleár-szigeteki parittyások is jól használták fegyvereiket. Akadtak ezenkívül görög és makedón zsoldosok is. Karthágó külpolitika sikerei és növekvő ereje egyre több konfliktusba sodorta a görögökkel, akik szintén jelentős pozíciókkal rendelkeztek a Földközi-tenger középső részében.
Terjeszkedése során más államokkal is összetűzésbe került, így például az etruszkokkal is, akik Korzika keleti peremterületét birtokolták, míg a sziget java része pun fennhatóság alatt volt.
Szicília Karthágó városának viszonylagos közelében fekszik, így az lett az ütközőzóna. A görögök és a föníciaiak is szívesen alapítottak gyarmatokat és kereskedőállomásokat a szigeten már a kitelepülés korai időszakában. Ezek közt évszázadokon keresztül folyt a villongás.
I. e. 480-ban Gelon, Szürakuszai türannosza görög támogatással megkísérelte egyesíteni a szigetet. Karthágó nem hagyhatta figyelmen kívül ezt a fenyegetést, és Perzsiával szövetségben háborút indított a görögök ellen, elindítva addigi legnagyobb szabású katonai akcióját Hamilkar vezetésével. A források Hamilkar seregét háromszázezer főre teszik, ami valószínűleg túlzás.
Útban Szicília felé azonban a rossz időjárás miatt Hamilkar jelentős veszteségeket szenvedett. Panormusnál (a mai Palermo) szállt partra. A himérai csatában i. e. 480-ban döntő vereséget szenvedett Gelontól. Vagy a csatában ölték meg, vagy a vereség után szégyenében öngyilkosságot követett el. A vereség jelentősen meggyengítette Karthágót és a régi arisztokrácia vezette kormányzat elűzéséhez vezetett. Megalakult a Karthágói Köztársaság.

### A második háború Szicíliáért
A punok nem tudtak belenyugodni a szicíliai görögök elleni vereségbe. I. e. 410-re Karthágó kiheverte a veszteségeket. Addigra meghódította a mai Tunézia jó részét, megerősítette észak-afrikai gyarmatait és újabbakat alapított. (Ebben az időben haladt keresztül Mago Barca először a Szahara sivatagon, Hanno, a navigátor pedig Afrika partjai mentén mélyen délre hajózott.) Bár ugyanebben az évben az ibériai gyarmatok elszakadtak, megfosztva Karthágót fő ezüst- és rézforrásaitól, Hannibal Mago, Hamilkar unokája már készülődött az újabb szicíliai hadjáratra, miközben expedíciók indultak a mai Marokkó és Szenegál területeire és az Atlanti-óceánon.
I. e. 409-ben Hannibal Mago megindult Szicília ellen hadseregével. Sikerrel elfoglalt néhány kisebb várost, mint Selinus (mai Selinunte) és Himera, mielőtt visszatért Karthágóba a hadizsákmánnyal. A fő ellenség, Szürakuszai azonban érintetlen maradt, így i. e. 405-ben Hannibal Mago újabb vállalkozást indított, ezúttal az egész sziget birtoklásáért. Ezúttal azonban elkeseredett ellenállásba ütközött. Agrigentum ostroma közben pestis tizedelte meg a karthágóiakat, amelynek maga Hannibal Mago is áldozatul esett. Utódja, Himilko, bevette Gela városát és többször legyőzte az új szürakuszaii türannosz, I. Dionüsziosz seregeit, de a pestis az ő erőit is meggyengítette és békét kellett kérnie, mielőtt visszatért Karthágóba.
I. e. 398-ra Dionüsziosz visszanyerte erejét, megszegte a békeszerződést és lecsapott Motya karthágói erődítményre. Himilko válasza határozott volt: nem csak Motyát foglalta vissza, hanem  bevette Messinát is. Végül ostrom alá vette magát Szürakuszait. I. e. 397-ben még folyt az ostrom, i. e. 397-ben azonban megint pestis tört ki a karthágóiak között, és ettől összeomlottak.
A karthágóiak erre az időre már szinte megszállottként sóvárogtak Szicília birtoklására. A következő hatvan évben folyamatosan csattogtak a fegyverek. I. e. 342-re a karthágói uralom a sziget délnyugati csücskébe szorult vissza, a Halükosz folyón túlra.

### A harmadik háború Szicíliáért
I. e. 315-ben Agathoklész, Szürakuszai türannosza, megszerezte Messinát.  I. e. 311-ben, az érvényes békeszerződést megszegve, megtámadta Karthágó maradék sziciliai birtokait és ostrom alá vette Akragast.
Hamilkar vezette a karthágói ellencsapást, hatalmas sikerrel. I. e. 310-re az övé volt majdnem egész Szicília, és már magát Szürakuszait ostromolta. Agathoklész elkeseredésében 14 ezer emberrel partraszállt Afrikában, és magát Karthágót fenyegette. Nem csalódott, az anyaváros visszarendelte Hamilkart. I. e. 307-ben Agathoklész vereséget szenvedett, mégis megmentette uralmát. A békeszerződés alapján megtarthatta Szürakuszát, a szicíliai görög erősséget.

### A messanai válság

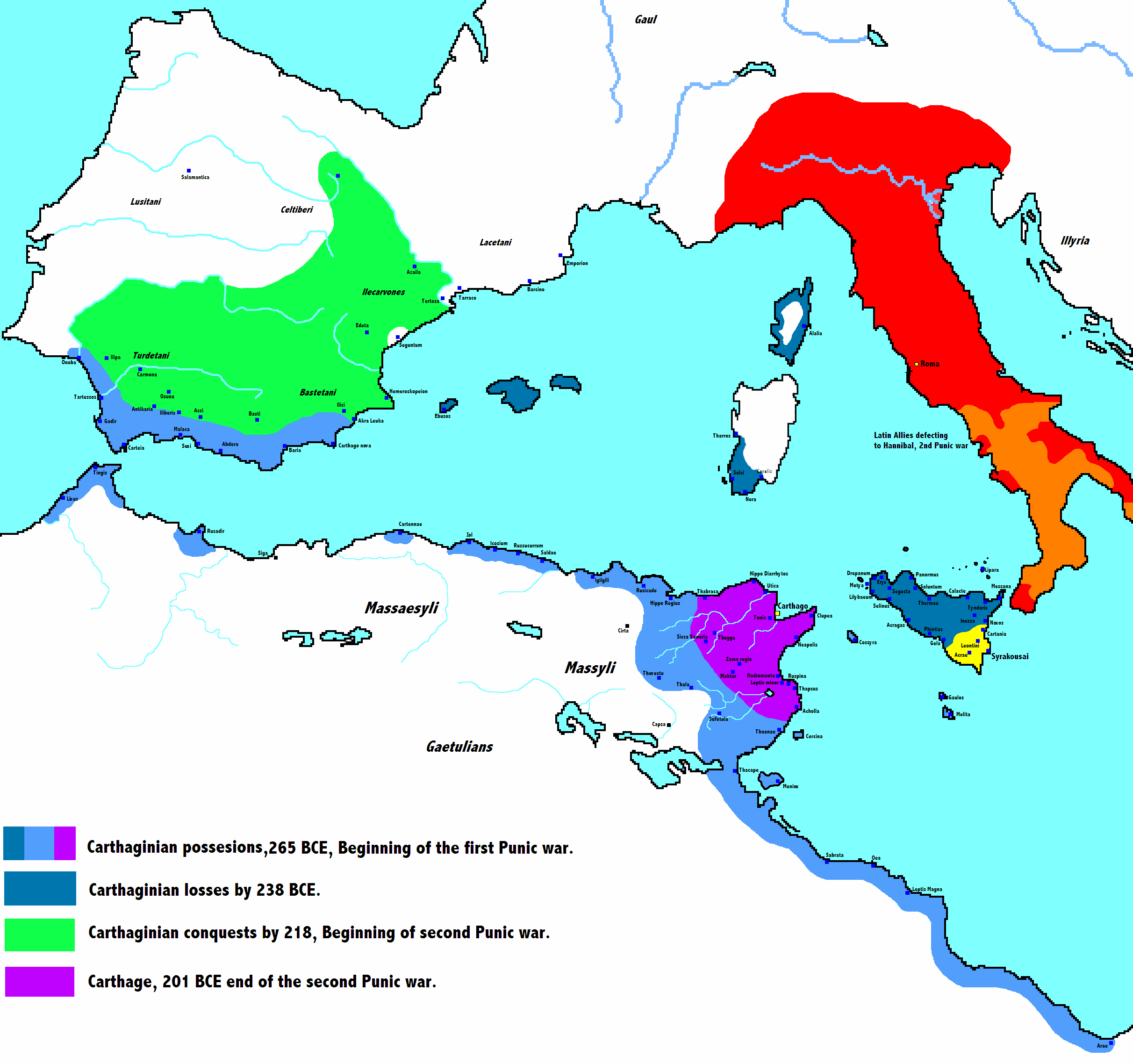
Karthágó és Róma területi fennhatóságának alakulása a pun háborúk idején

### Az első pun háború (i. e. 264-241)
Miután a Római Köztársaság Itália urává vált, Karthágó legfőbb vetélytársává lépett elő. További hódításai Szicília irányába már a kereskedőbirodalom érdekeit sértették. A harcok ekkor robbanhattak ki, és váltakozó eredménnyel folytak. Karthágót gyengítették a vezető rétegen belüli ellentétek. A Tirrén-tengeren azonban a kereskedőváros flottája volt fölényben, bár a dél-itáliai görög városok hajóhada támogatta Rómát a jól bevált szövetségi rendszer keretében. Végül a rómaiaknak egy technikai újítás, a csapóhíd segítségével sikerült győzniük a tengeren. A római seregek a szárazföldön elfoglalták Szicília punok uralta részének keleti felét, Hamilkar Barkasz serege a sziget nyugati végébe szorult vissza. A rómaiak expedíciós sereget tettek partra Afrikában, amit ezúttal még sikerült szétverniük a punoknak, de a rómaiak a tenger felől blokád alá vették a szicíliai sereget. A felmentésére küldött karthágói flotta vereséget szenvedett, és a karthágóiak békét kértek. Az elfoglalt Szicília, Szardínia és Korzika római provincia lett, azaz a "római nép közös tulajdona". Karthágónak súlyos hadisarcot is kellett fizetnie.

### Háború Uticával
Az első Pun háború után Utica és Karthágó viszonya megromlott, mivel Karthágó nem volt hajlandó kifizetni a vele akkor még szövetséges Uticának a hadbalépés fejében ígért pénzt. A háború i.e. 240-ben tört ki, amikor a ki nem fizetett uticai zsoldosok Karthágóra támadtak, és az első pun háborúban meggyengült Karthágó nagyon komoly veszteségeket szenvedett. Karthágó, megelőzve a katonai katasztrófát, tárgyalásokba kezdett, ahol sikerült megállapodnia a zsoldosok kifizetéséről. Azonban Karthágónak nem volt pénze, ezért a lázadások folytatódtak, és végül karthágói győzelemmel értek véget, akik ezt követően a zsoldosok néhány vezérét kivégezték.

### A második pun háború (i. e. 218-201)
Karthágó ereje nem tört meg, virágzó kereskedelme pótolta a veszteségeket. Új, gazdag területeket hódítottak meg Hispánia partvidékén. Az értékes fémlelőhelyek közelében megalapították Carthago Novát. Kiváló képességű hadvezér került a pun seregek élére, Hannibál, aki Róma esküdt ellensége volt. Róma tartott Hannibáltól, ezért szövetséget kötött a karthágói területek közelében fekvő Saguntum hispániai várossal. Hannibál ezt megtámadta, mire Róma hadat üzent. Ezzel a lépéssel tulajdonképpen saját városát kényszerítette háborúra. Hannibál váratlanul akart Itáliára törni, ezért a hosszabb szárazföldi utat választotta. Hispánia hegyi törzseiből verbuvált zsoldos gyalogsággal, numídiai lovassággal és harci elefántokkal indult el Hispániából. Átkelt a Pireneusokon, majd az Alpokon. Hat hónapos menetelés után, i. e. 218 őszén, húszezer gyalogossal és hatezer lovassal érkezett meg Észak-Itáliába úgy, hogy csak három elefántja maradt meg. A Trebbia folyó mellett megverte a meglepett római seregeket, és a terület lakóiból feltöltötte hadait. Áttelelt, de nem tudta a gallokat rávenni a Róma elleni általános felkelésre. I. e. 217 tavaszán Etruriában a Trasimenus-tó mellett ütközött meg a római seregekkel, és katasztrofális vereséget mért rájuk.
A rómaiak új hadvezére Quintus Fabius Maximus Cunctator ellenállt a tömegek és a szenátus nyomásának, és nem ütközött meg nyílt ütközetben Hannibállal, de szorosan a pun sereg nyomában járt, és megakadályozta, hogy Hannibál állandó bázist építsen ki magának. I. e. 216-ban Hannibálnak végül Cannae mellett sikerült csatára kényszerítenie és ismét megvernie a rómaiakat, de egyre jobban elszigetelődött. I. e. 212-ben elesett a Hannibál támadásában lehetőséget látó és a rómaiak ellen fellázadó Szürakuza városa. A rómaiak tengeri fölényüket kihasználva támadták Hispánia ellen, és elvágták Hannibál utánpótlását, Karthágót pedig megfosztották a háború folytatásához szükséges bevételeitől (i. e. 206, metaurusi csata). Hannibál serege többször is megközelítette Rómát, de nem volt elég ereje annak tartós ostromához. Miután Karthágó kifulladt, a rómaiak Publius Cornelius Scipio vezetésével expedíciós sereget tettek partra Afrikában. A karthágóiak hazarendelték Hannibált, aki csak hada töredékét tudta magával vinni, mivel itáliai szövetségesei nem követték. I. e. 202-ben Zama mellett vereséget szenvedett a római seregektől.

### A harmadik pun háború (i. e. 149-146)

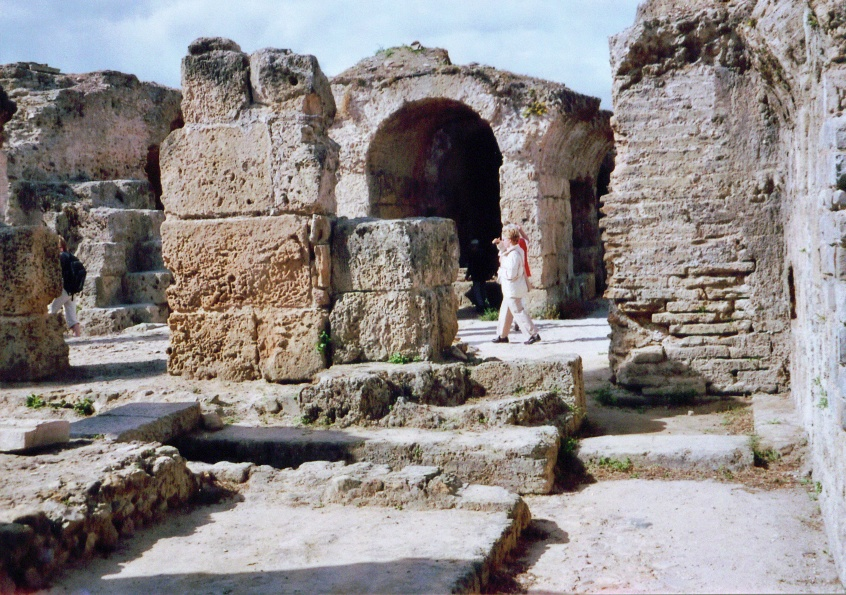
Karthágóban a bizánci uralom idején emelt épületek romjai láthatók

Karthágó elveszítette minden gyarmatát, nem tarthatott flottát, háborút csak római engedéllyel viselhetett, és tekintélyes hadisarcot kellett fizetnie. Hannibált száműzték Karthágóból, rómaellenes uralkodók udvaraiban keresett menedéket és tovább harcolt a gyűlölt ellenfél ellen.
Hannibál támadása, a veresége ellenére is, a rómaiakat Karthágó elpusztítására ösztönözte. Egy befolyásos szenátori csoport, Marcus Portius Cato Maior vezetésével uszított a város végső elpusztítására. Római biztatásra Masinissa numidiai király állandóan zaklatta a karthágói ültetvényeket, de Róma nem adott engedélyt Karthagónak a háborúra, mikor azok mégis fegyvert fogtak a numidiaiak ellen, Róma hadat üzent. Mikor a karthágóiak elfogadták a békefeltételeket, a rómaiak azt követelték tőlük, hogy rombolják le városukat és a sivatag belsejében a tengertől 10 mérföld távolságra építsenek új várost. Ekkor határozták el magukat a karthagóiak a végsőkig való ellenállásra. Tudták, rájuk a „vae victis” – a „jaj a legyőzötteknek” elv érvényes. Nem remélhetnek kegyelmet, legfeljebb megalázó rabszolgaságot a rómaiaktól, ami helyett inkább a biztos halált választották.
A római támadást a zamai győző Publius Cornelius Scipio Africanus fiának fogadott fia, Publius Cornelius Scipio Aemilianus Africanus Minor (később Numantinus) vezette. 200 ezer lakosból 50 ezer élte túl a kegyetlen támadást, az élve maradtakat római rabszolgának adták el. A hősies ellenállás ellenére a várost földig rombolták. A legenda, miszerint sóval hintették be a város romjait, egyetlen ókori forrásban sem található meg, ez a szokás ismeretlen volt a rómaiak számára. Csupán a Biblia két részén, Mózes ötödik könyvében (29, 22) és a Bírák könyvében (9, 45) jelenik meg, mint azok büntetése, akik elfordulnak az Úrtól. Karthágó kapcsán ez csak a Kr. u. 2. században került elő, és elterjedése valószínűleg a középkori krónikásokhoz köthető, akik szívesen vettek át jeleneteket a Szentírásból.

## Karthágó a Római Birodalomban
Karthágó lerombolása után szerepét, és a terület adminisztrálását egy rómaiakkal szövetséges államszervezet, Utica vette át, akik a pun birodalmat Rómába integrálták. A mezőgazdasági átalakítások következtében viszont megváltozott a folyók ökoszisztémája, ezért a terület fővárosát, Karthágót újjászervezték, és újjáépítették. Fenntartása a kezdeti sikertelenségeket követően lehetővé vált, és a város a Római Birodalom második legnagyobb városává vált időszámításunk előtt 44-re. A kereszténység gyakorlását 397-ben engedélyezték a területen hivatalosan, eddigre a punok nagy része keresztény vallású volt már. A Nyugatrómai Birodalom bukását követően egy rövid időre elfoglalták a területet a vandálok, de a Keletrómai birodalom sikerrel visszafoglalta (Afrikai Exarchátus). 686-tól kezdve az arabok támadásai folyamatossá váltak, és a területet elfoglalták.

## Karthágó és az arab uralom
Sem a keletrómai, sem a karthágói haderő nem volt képes ellenállni a támadásnak, így 695-ben az arabok elfoglalták a várost, és benyomultak az Atlasz hegységbe is. A keletrómaiak megkísérelték visszafoglalni a területet, de ez nem sikerült nekik. Az arabok lerombolták Karthágó falait, a kikötőket megsemmisítették, és a várost levágták az ivóvízhálózatról. Szerepét ezt követően Tunisz vette át, ami a népességének növekedése révén összeépült Karthágóval, de ez már arab uralom alatt történt. A környéket ettől kezdve Karthágó helyett Tunéziának nevezik. A IX. Lajos francia király 1270-ben hadjáratot vezetett az arabok ellen, és elfoglalta Karthágót, de vérhasjárvány tört ki, ezért a hadseregével együtt el kellett menekülnie.

## Galéria

Karthágó romjai
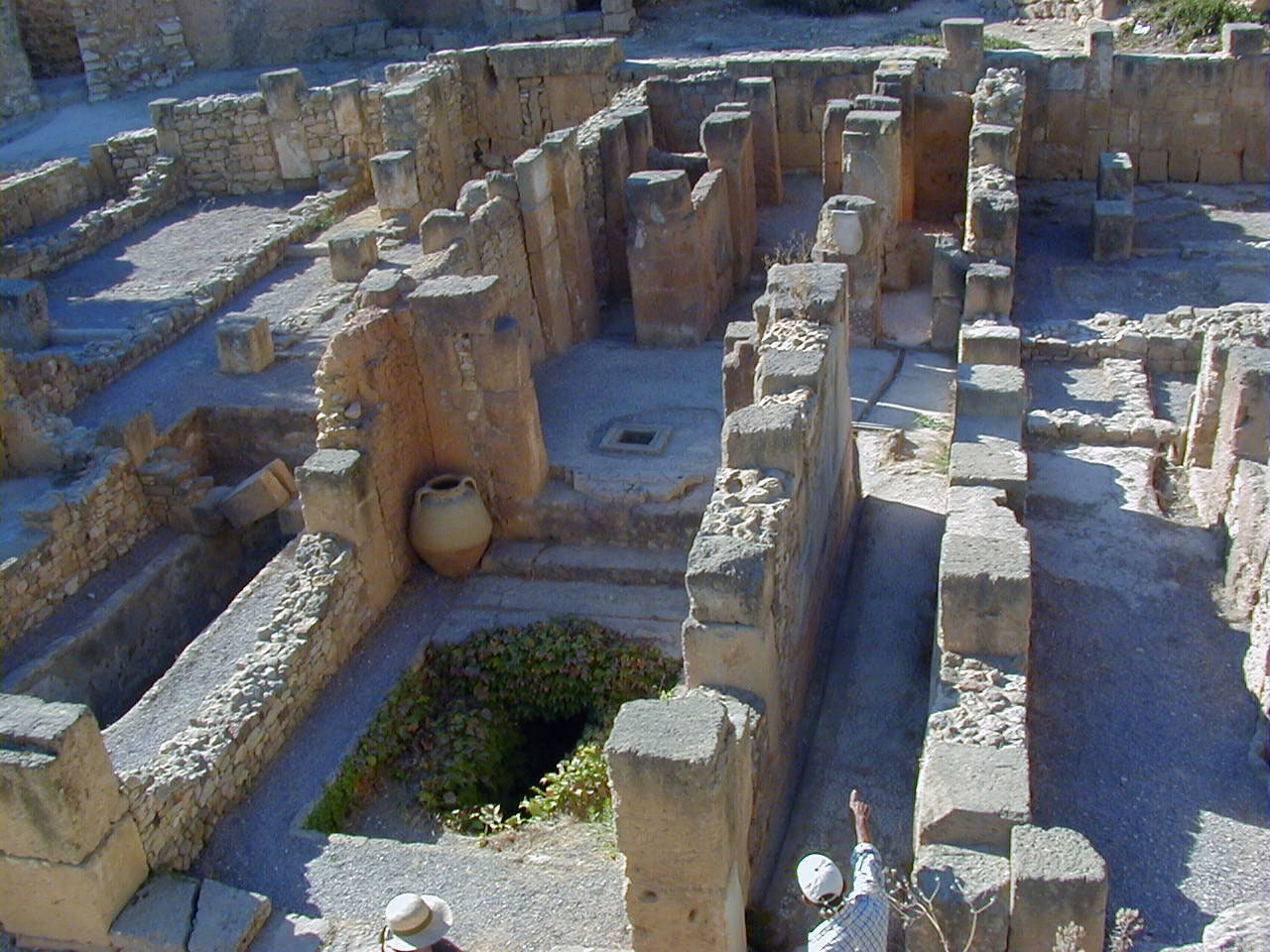
Pun ház romjai
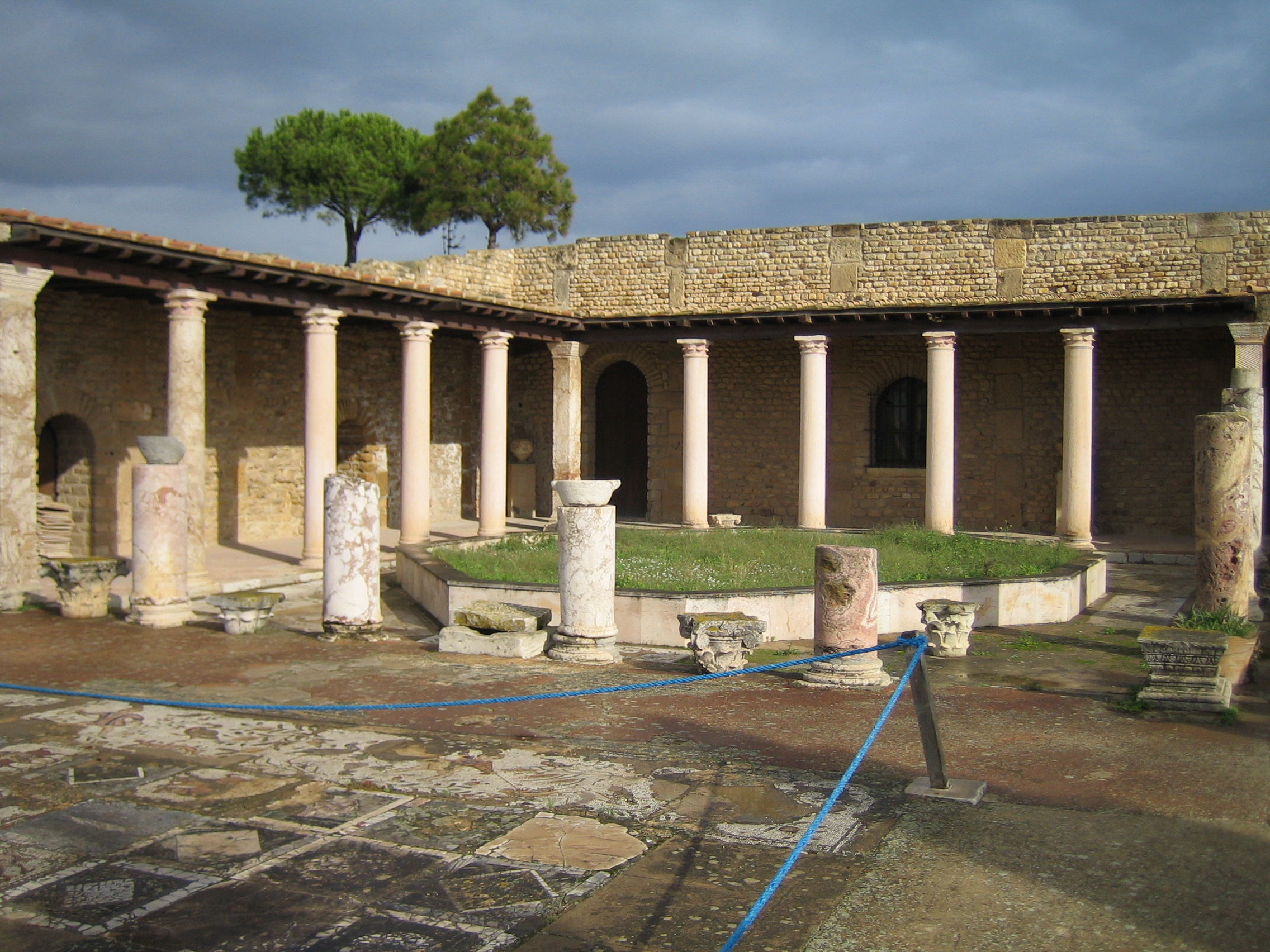
Villa
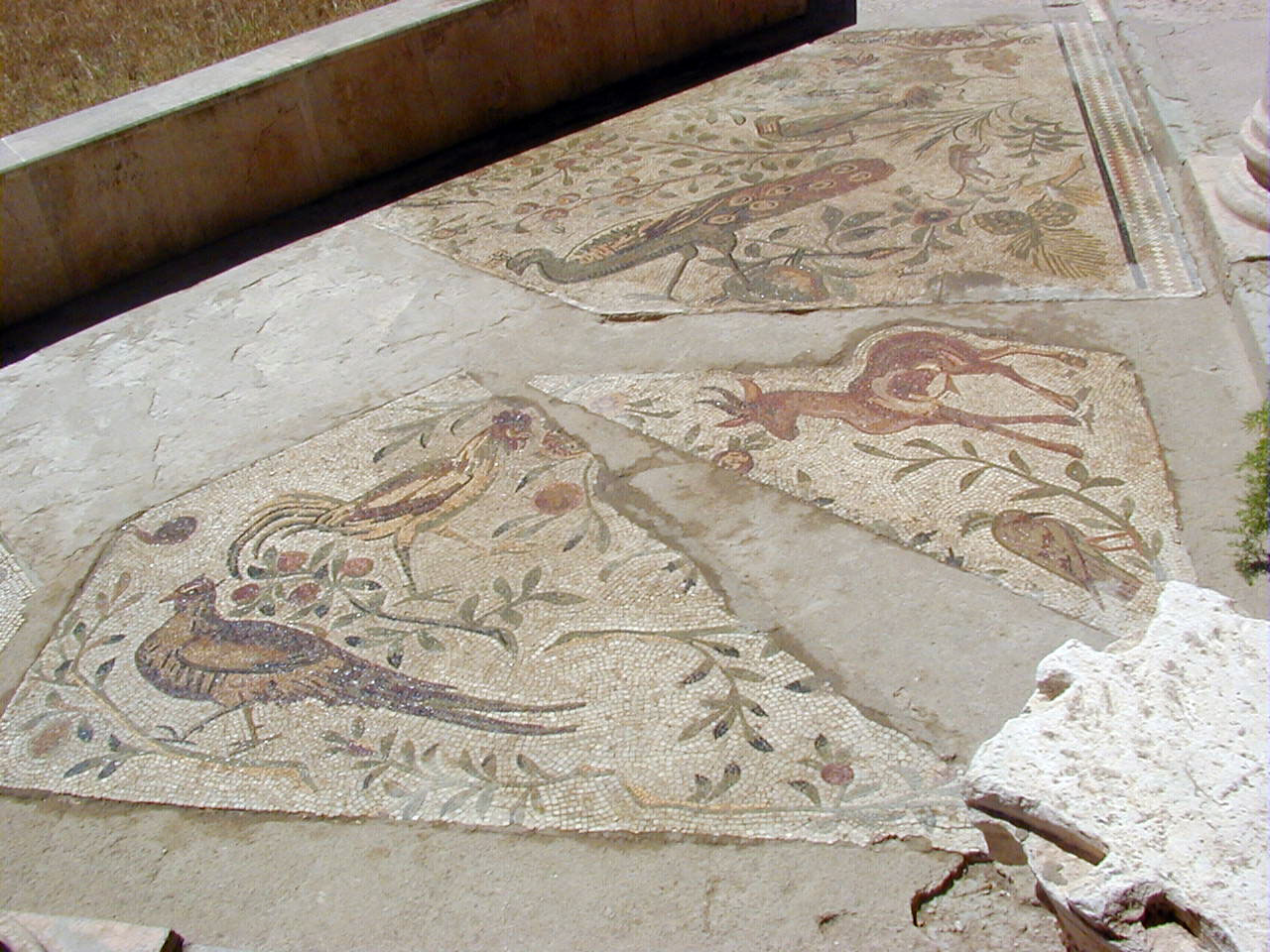
Mozaik
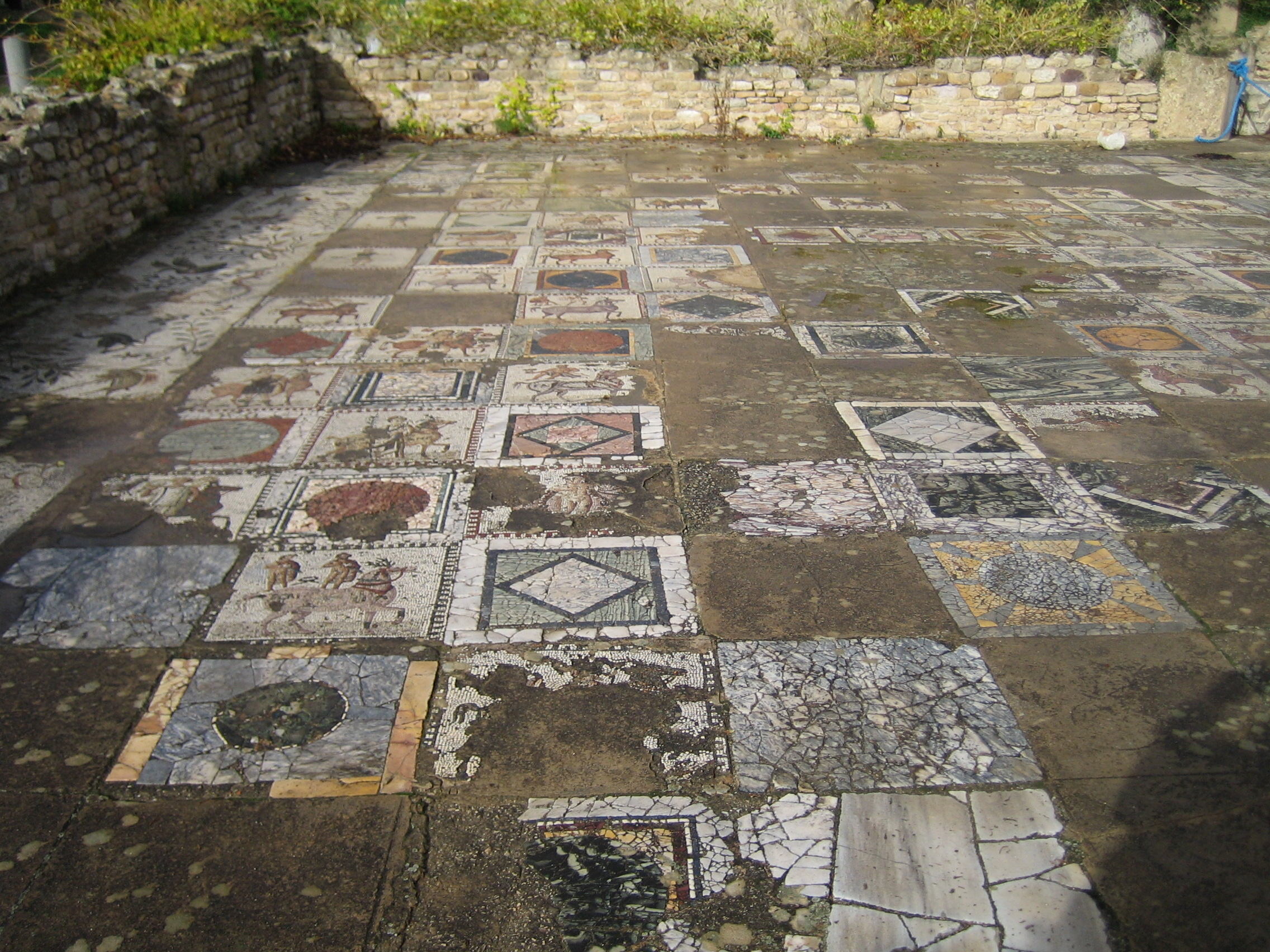
Mozaik
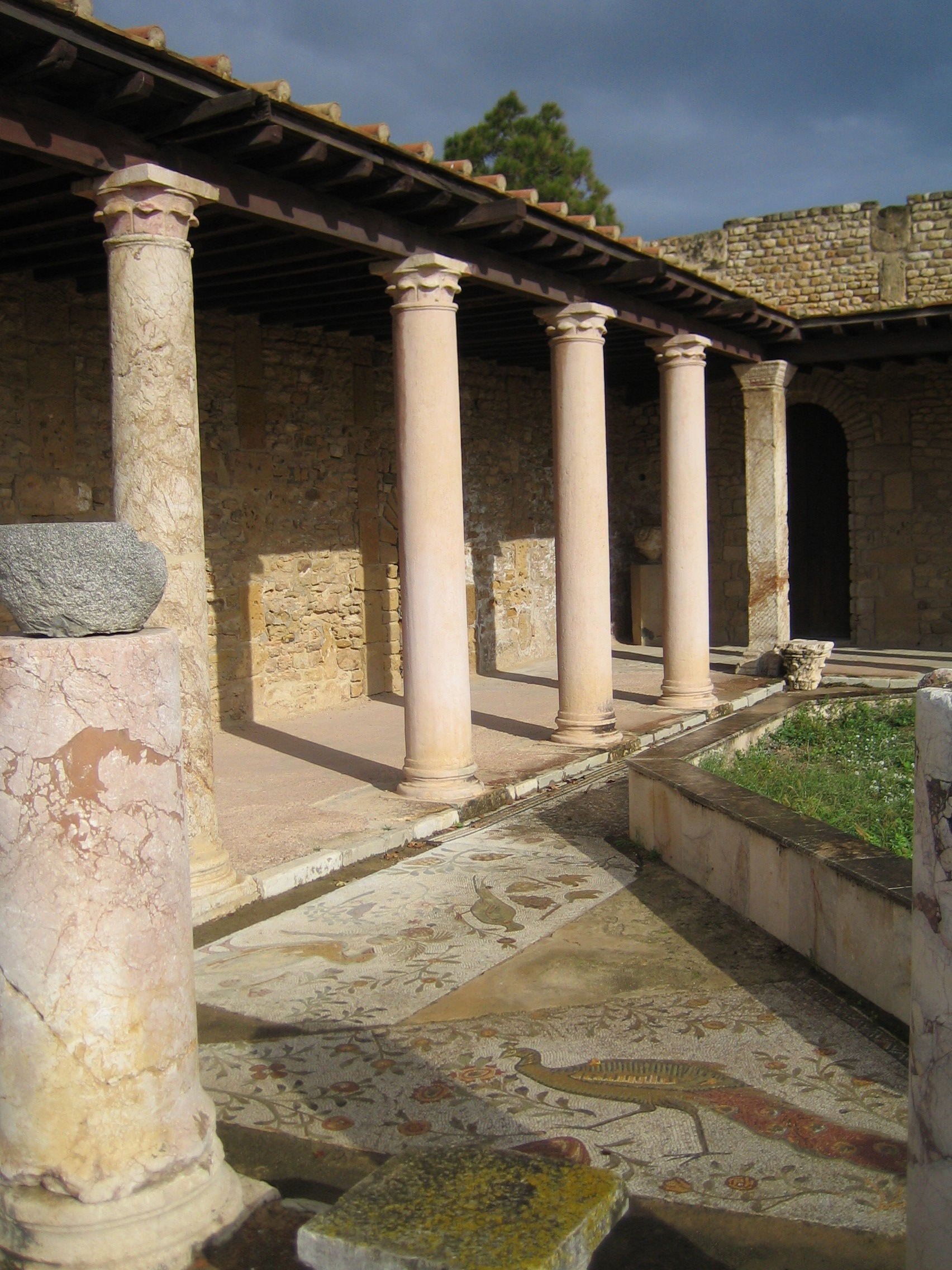
Egy villa átriuma
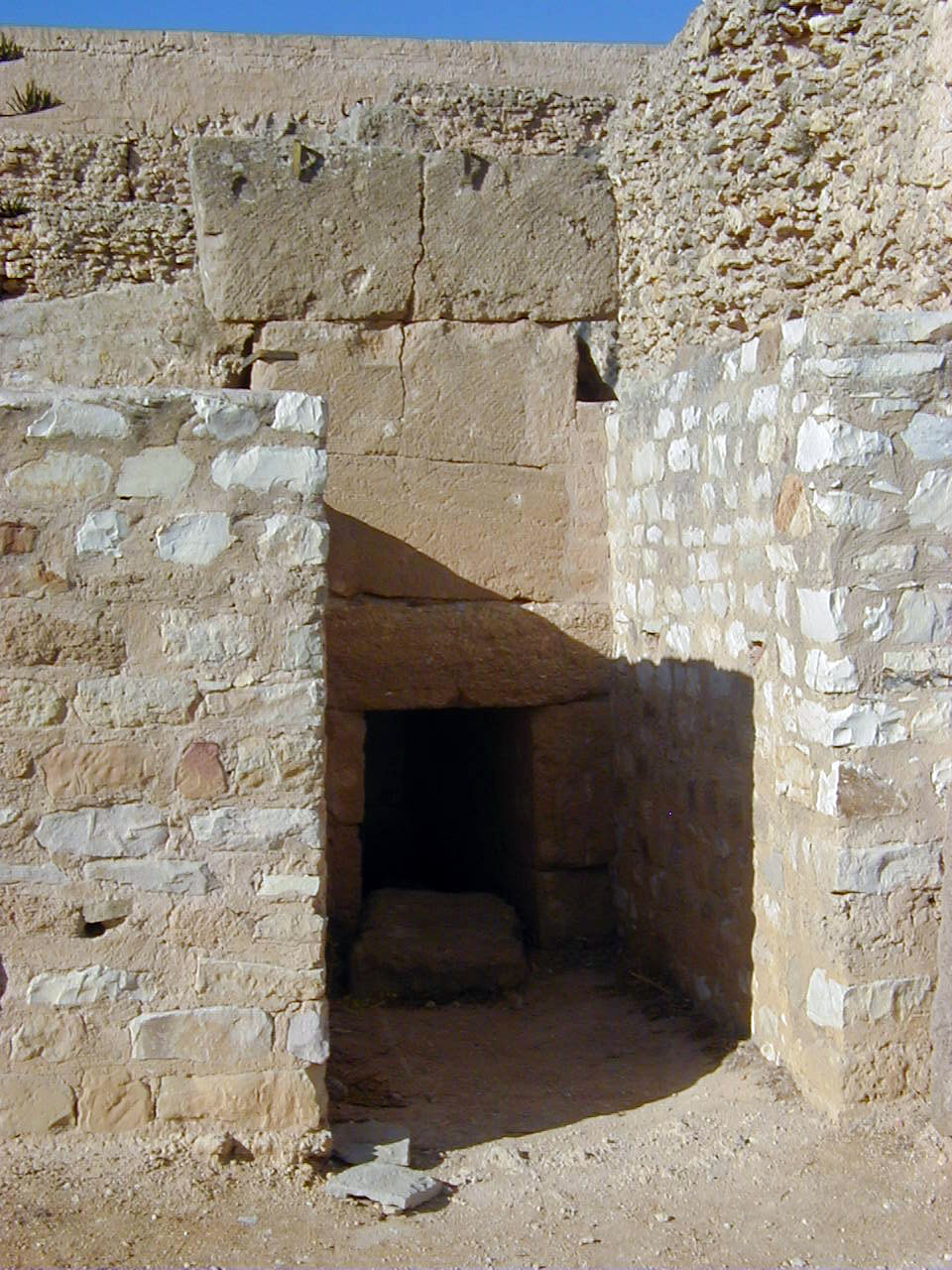
Pun sír
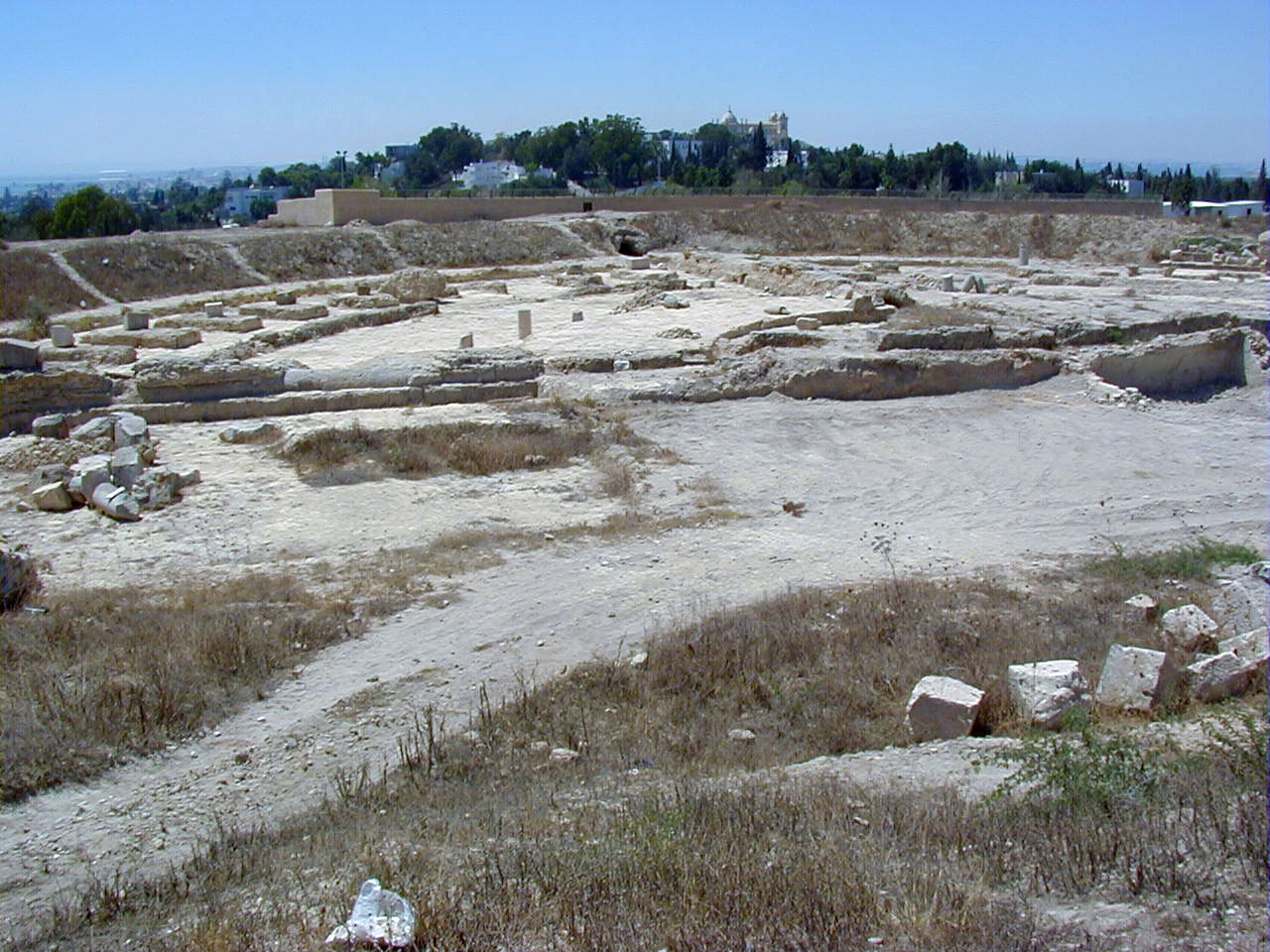
Az odeon romjai
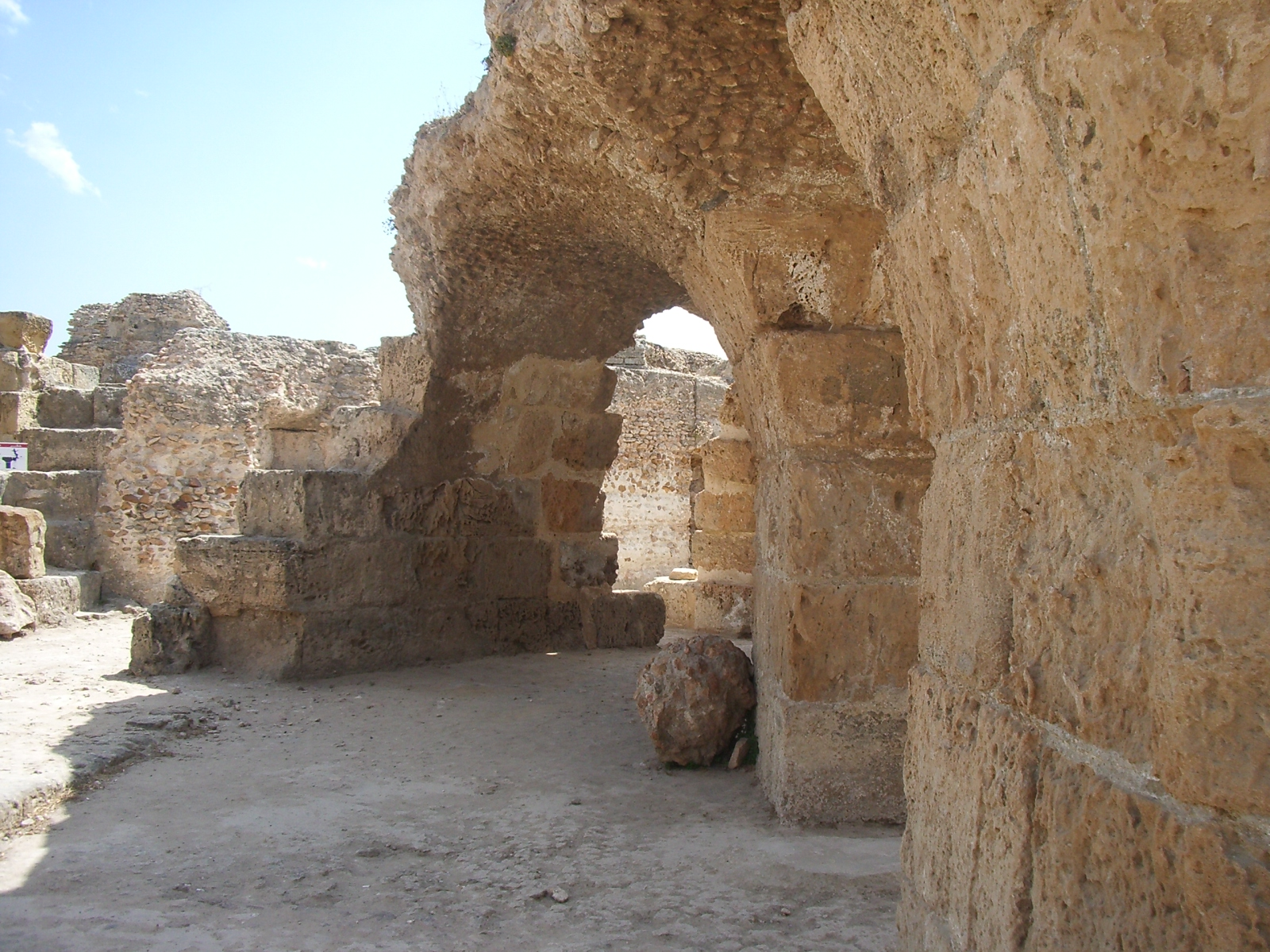
A terma (fürdő) maradványa
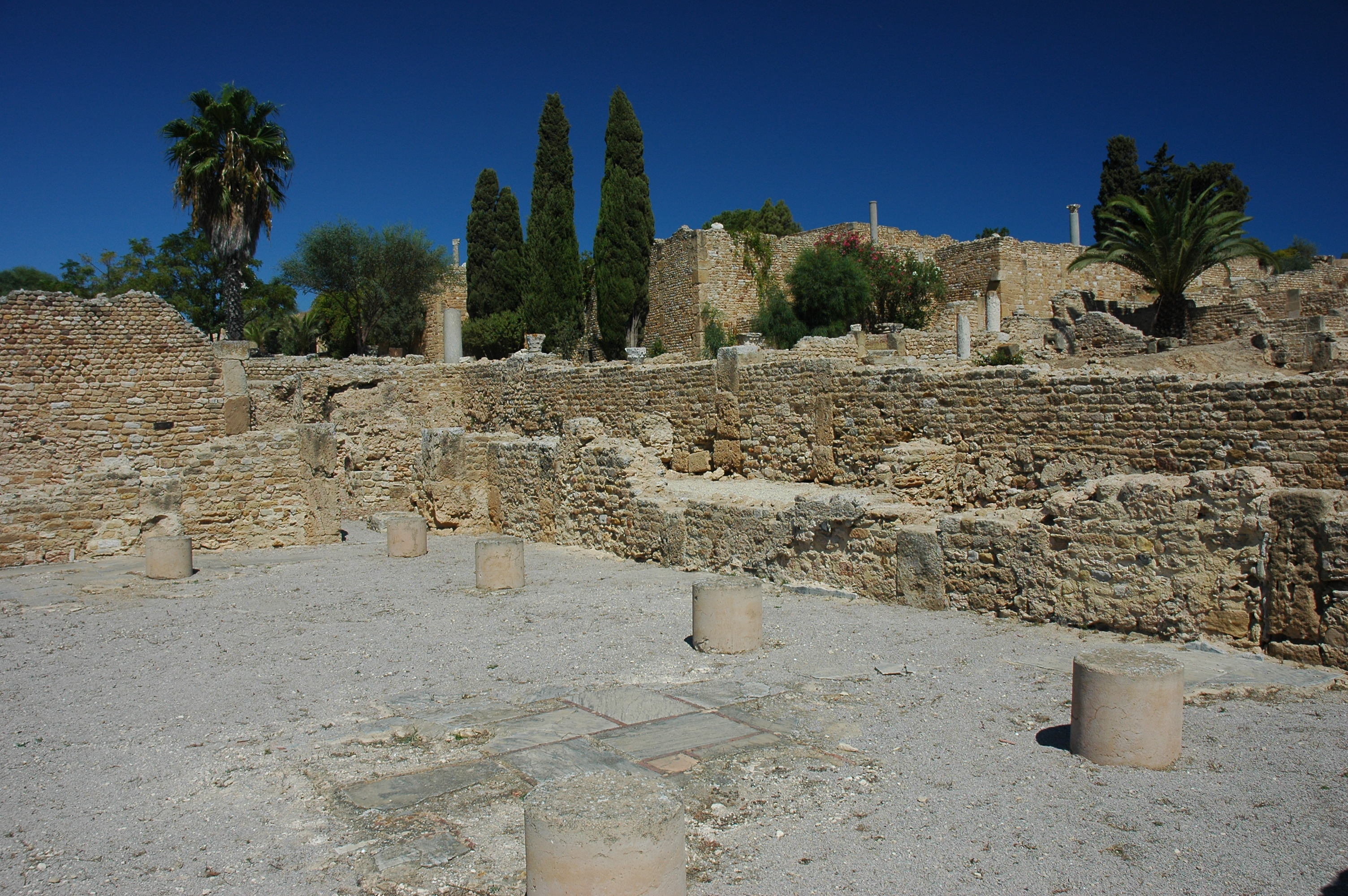
Római romok
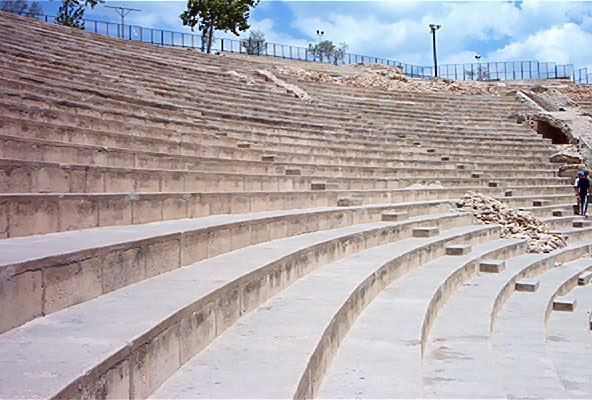
Restaurált színház